# Gótico levantino

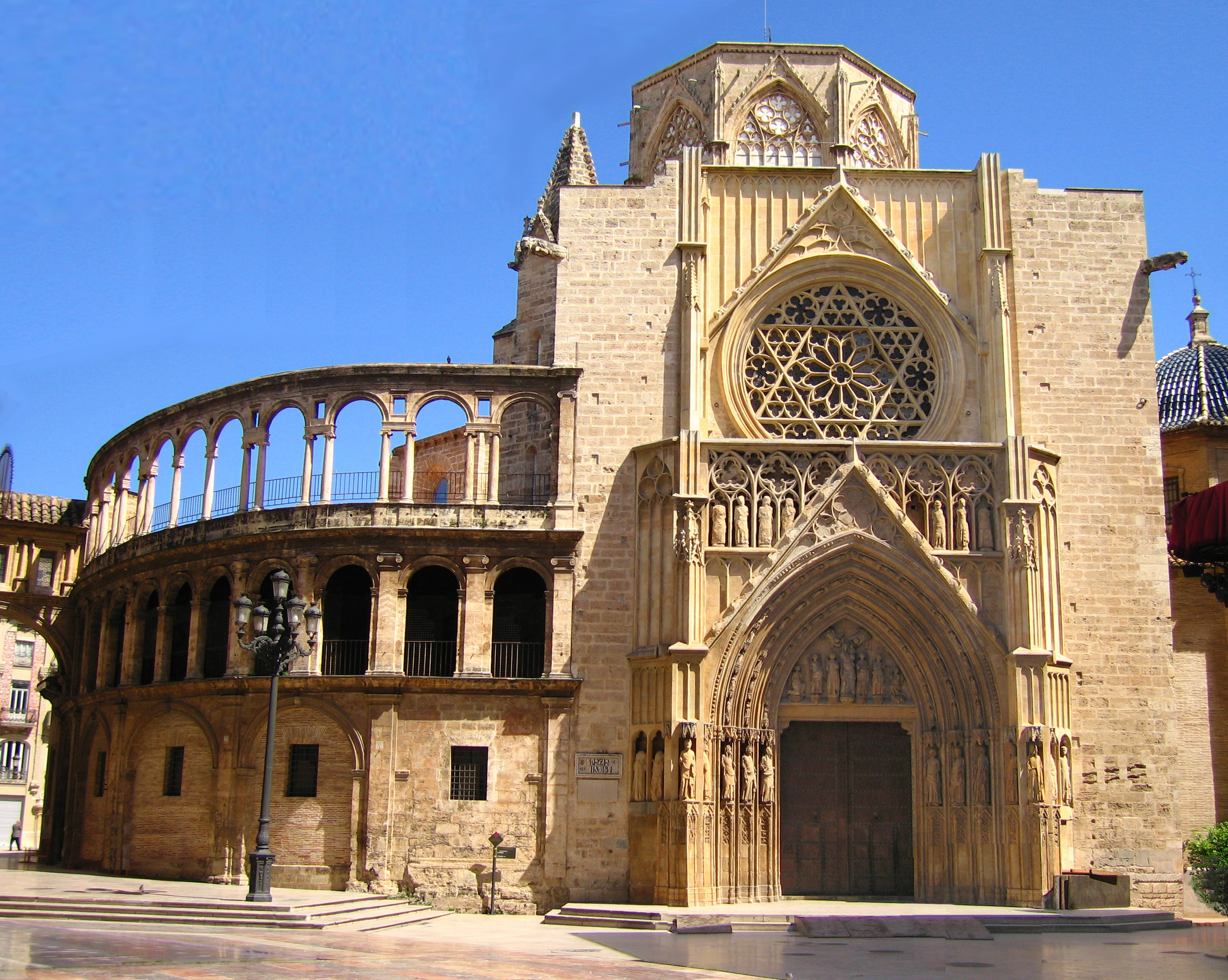
Catedral de Valencia.

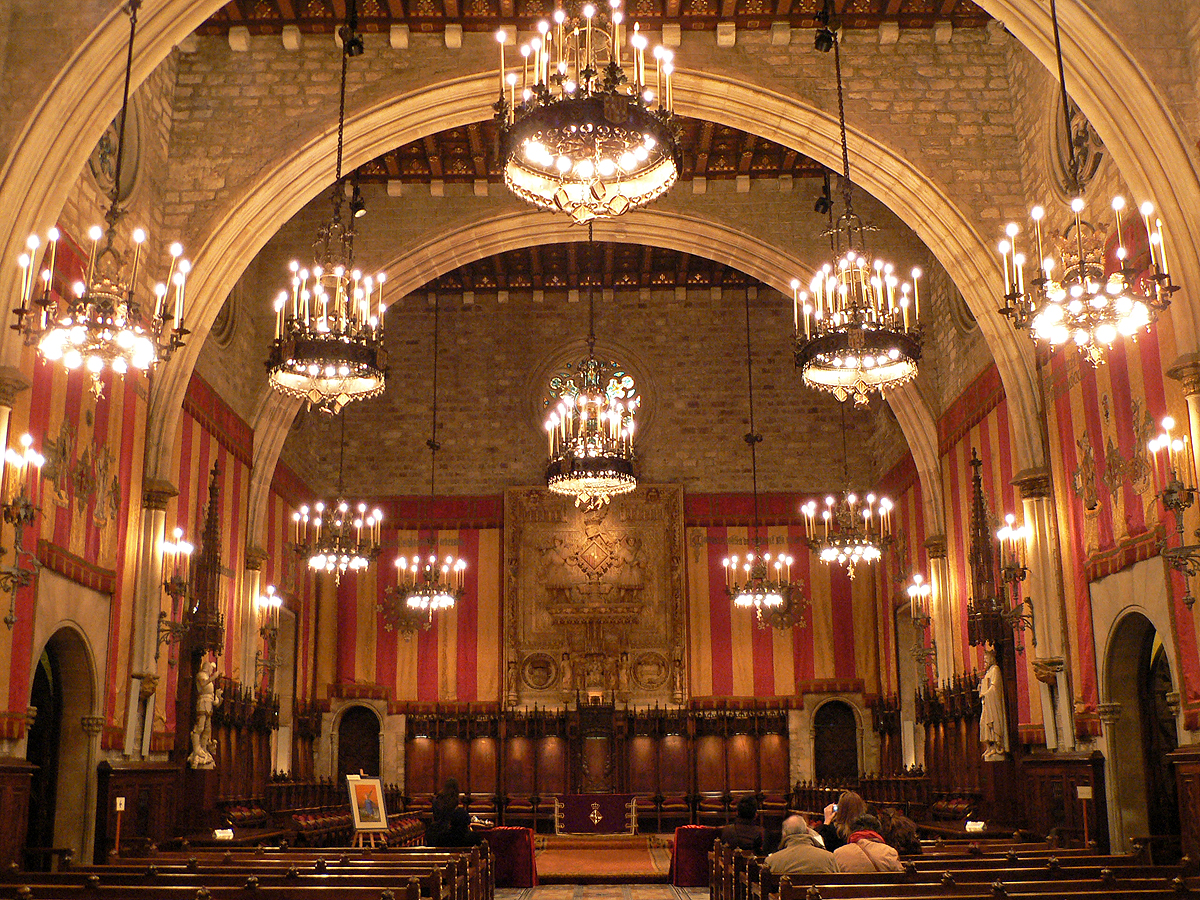
Salo de Cent en la Casa de la Ciutat de Barcelona.

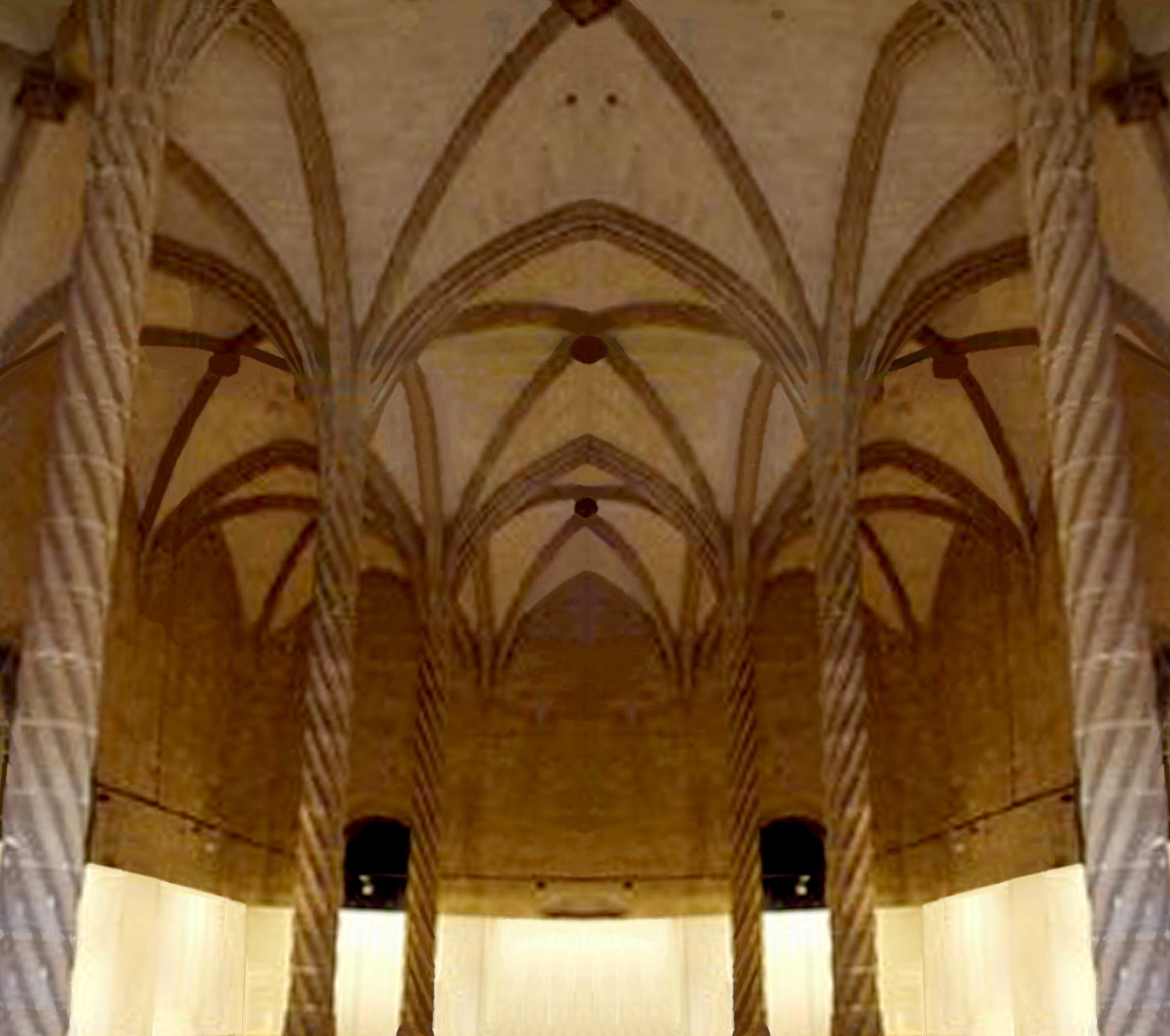
Llotja de Palma.

Gótico levantino o Gótico mediterráneo son denominaciones historiográficas para una subdivisión del arte gótico español localizada espacialmente en los territorios mediterráneos de la Corona de Aragón (Principado de Cataluña, Reino de Valencia y Reino de Mallorca), mientras que en el Reino de Aragón el estilo predominante es el Gótico mudéjar.

## Artes figurativas
Valencia, que sustituye a Barcelona como puerto comercial mediterráneo, se convertirá en la sede de la escuela pictórica más importante del gótico internacional en la península ibérica. No obstante, carece de una notable producción escultórica, que sí destaca en Cataluña.

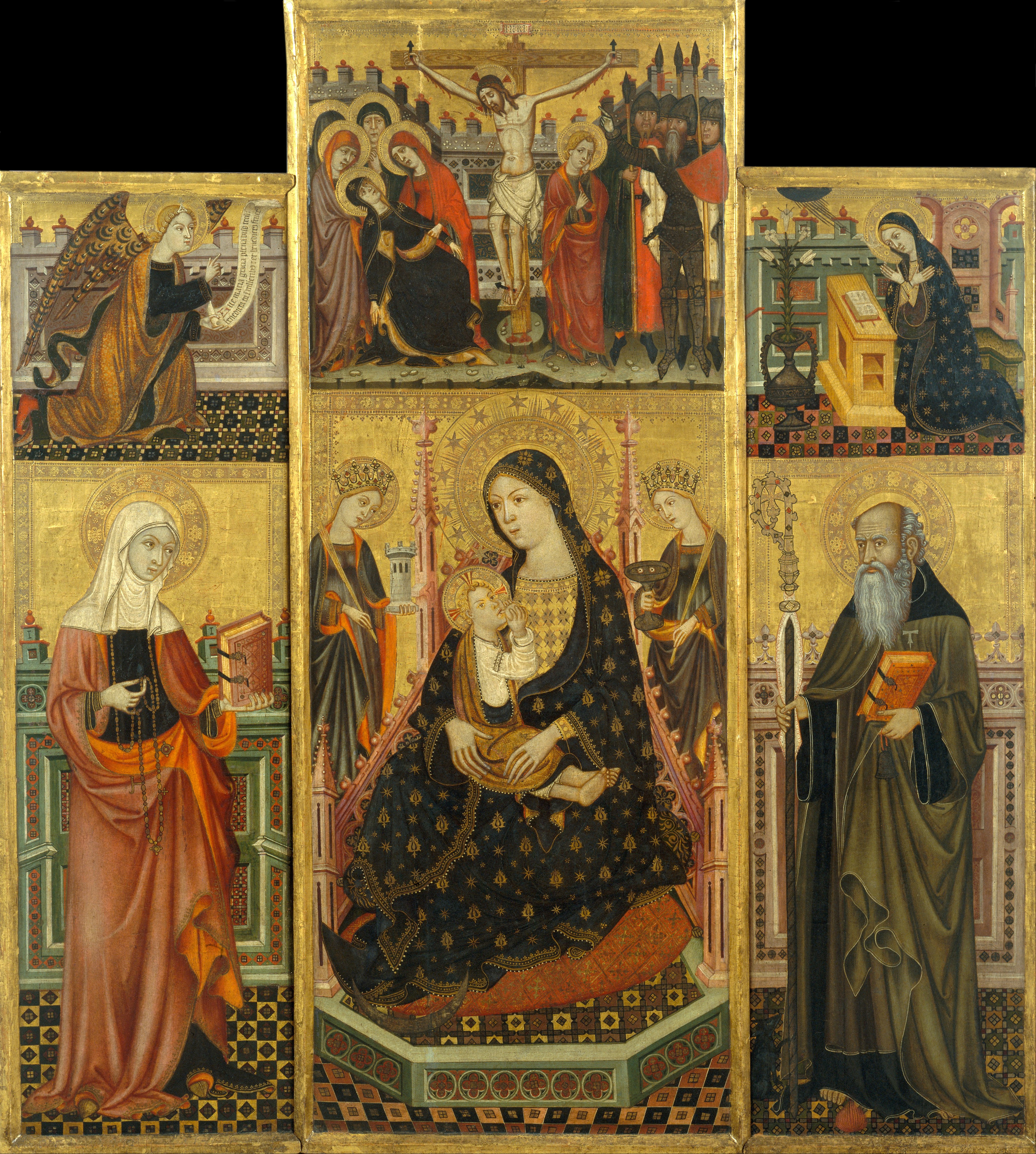
Retablo de la Virgen con el Niño, Santa Clara y San Antonio Abad, de Lorenzo Zaragoza.
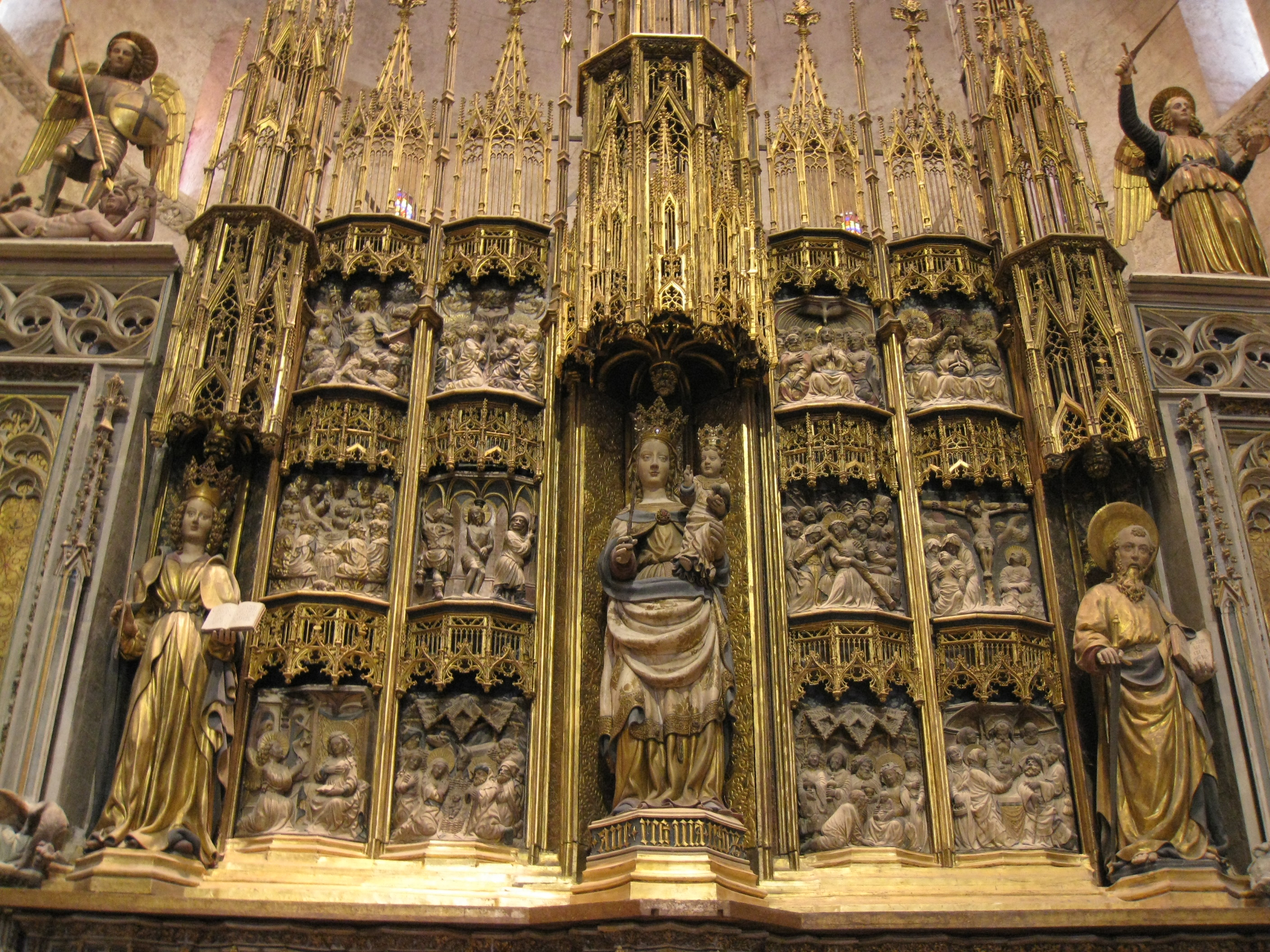
Retablo mayor de Santa Tecla en la Catedral de Tarragona, de Pere Johan.

## Arquitectura
El Gótico levantino o mediterráneo se caracteriza en la arquitectura por sus salones e iglesias de gran amplitud horizontal con énfasis en la parte estructural apoyada en contrafuertes y decoraciones mínimas y austeras.
Las diferencias principales con el Gótico castellano son: 
- Nave única en lugar de tres, que en el caso de existir son de la misma altura y con la central más ancha.
- Capillas entre los contrafuertes.
- Soportes más delgados.
- Escasa decoración figurativa, predominando la de tipo geométrico.
- Menor superficie de vanos, con resultado de una escasa entrada de luz.

Casi todos los edificios importantes se hallan en las capitales, donde se levantaron catedrales en los siglos XIII y XIV, ya que en el campo abundaban los moriscos, predominando los cristianos en las ciudades. 
Ejemplos de este arte son la Catedral de Santa María de Palma de Mallorca, comenzada en 1229, tras la conquista de la isla por Jaime I el conquistador; la de Santa Eulalia de Barcelona, comenzada en 1298 y la de Santa María de Gerona, comenzada en 1312, que tiene tres naves hasta el crucero, donde continúa una sola de espectaculares dimensiones. En ella las dificultades técnicas hizo que la Corona de Aragón enviara una junta de arquitectos para solucionarlas.
Durante el siglo XV el Gótico levantino se empleó en arquitectura civil, cuyo mejor ejemplo son las lonjas de Barcelona (1380-1392), de de Palma (1420-1452) y de Valencia (1482-1498). La de Zaragoza, además de pertenecer al Gótico aragonés, es más tardía y con criterios renacentistas del siglo XVI, aunque comparte algunas características. La de Barcelona constaba de tres naves separadas por arcos ojivales que descansan sobre columnas con baquetones y con techumbre plana, construida en madera. Fue sustituida en el siglo XVIII. En Barcelona (donde se conserva un "barrio gótico") destacan también las partes góticas de los edificios de la Casa de la Ciutat, del Palau de la Generalitat y del Palau Reial Major.